# IRIG Timecode
Pour la ville de Serbie, voir Irig.
IRIG Timecode est une norme qui permet l'encodage et la transmission de l'horodatage. Une norme d'encodage du temps s'avère en effet nécessaire pour de nombreuses applications via réseau informatique, à des fins notamment de synchronisation. Cette norme est ainsi utilisée pour les signaux vidéo, de télémétrie, de radar et d'autres données captées.
IRIG est l'acronyme pour l'Inter-Range Instrumentation Group, organisme américain établissant des standards dans le domaine des signaux et du codage du temps.

## Origine
La norme IRIG Timecode est issue d'un projet de l'armée des États-Unis. Elle est publiée la première fois par le secrétariat du RCC (Range Commanders Council) pour White Sands Missile Range (WSMR) en 1956 et ensuite clôturée en 1960. Elle a été révisée à plusieurs reprises.

## Caractéristiques techniques
À la différence de PTP basé sur du câblage Ethernet, IRIG implique l'utilisation d’un câble coaxial pour transmettre les informations de synchronisation.

## Variantes et versions
IRIG Timecode est une norme assez ancienne (liste non complète) : 
- IRIG 104-60 de 1960
- IRIG 104-70
- IRIG 106-09 utilisé dans la télémétrie aéronautique, chapitre 10 pour les enregistreurs de vol
- IRIG 200-70
- IRIG 200-98 (mai 1998)
- IRIG 200-04 (septembre 2004)
- IRIG 313-01 définition pour systèmes de test des capteurs, décodeurs en aéronautique

## Sous-groupes
Dans IRIG, le code est réparti dans divers sous-groupes appelés A, B, D, E, G, H.
Les différences entre les groupes sont entre autres le nombre des pulses de synchronisation par seconde ainsi que la modulation utilisée et le format des trames. Les différentes versions ne sont pas compatibles entre elles.
- IRIG B : est le plus fréquemment utilisé
- IRIG H : NIST utilise ce codage pour les "NIST Time and Frequency services" (radio-émetteurs)

## Bug2038
Les anciennes versions du IRIG Timecode seront soumises au bug de l'an 2038, similaire à celui de l'an 2000 pour DOS.